# Johannes August Christian Röper

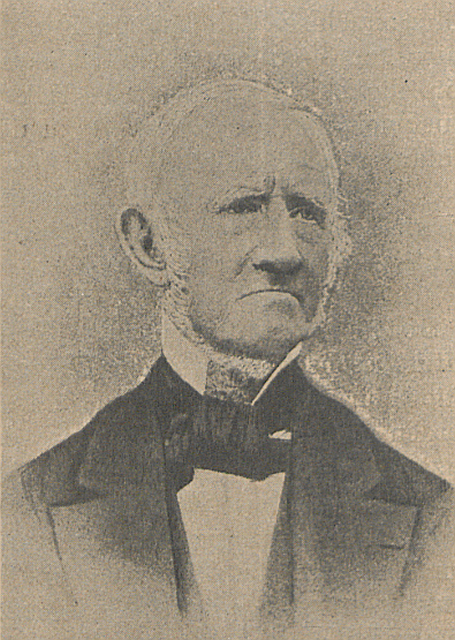
Johannes Röper

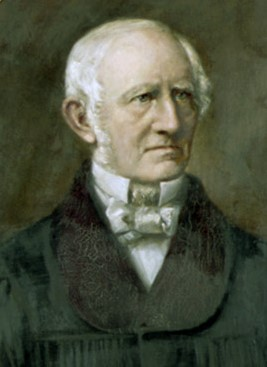
Johannes Röper, Amtsporträt von Elisabeth Strempel (1866)

Johannes August Christian Röper, eigentlich: Johannes Röper, auch Roeper (* 25. April 1801 in Doberan; † 17. März 1885 in Rostock) war ein deutscher Mediziner, Botaniker und Bibliothekar. Sein botanisches Autorenkürzel lautet „Roep.“

## Leben
Johannes Röper war ein Sohn des Theologen und Doberaner Pastors (Friedrich) Ludwig Röper (1768–1830) und dessen Frau Charlotte Lucia, geb. Buchholz (1769–1837). Nach erstem Unterricht bei seinem Vater besuchte er 1815/1816 das Katharineum zu Lübeck und begann dann bereits mit 16 Jahren ein Studium der Naturwissenschaften an der Universität Rostock. Ab Oktober 1819 studierte er für sechs Semester in Berlin, wo er sich dem Botaniker von Schlechtendal anschloss. Ab 1822 studierte er weitere sechs Semester an der Universität Göttingen. Mit der dort am 15. März 1823 erfolgten Promotion zum Dr. med. beendete er seine Studien. Im folgenden Jahr erschien seine erste Schrift: „Enumeratio Euphorbiarum quae in Germania et Pannonia gignuntur“. Ab 1824 bereiste er für zwei Jahre Westeuropa, wobei er sich längere Zeit in Paris aufhielt. Hier war er in Verbindung mit Alexander von Humboldt, Adrien Henri Laurent de Jussieu und Jean-Baptiste de Lamarck.
Im September 1826 wurde er zum außerordentlichen Professor der Medizin an der Universität Basel berufen und war nachfolgend von 1829 bis 1836 ordentlicher Professor der Medizin. Am 3. August 1833 wurde er mit dem Beinamen Lachenalius Mitglied (Matrikel-Nr. 1377) der Leopoldina. 1836 wurde er von der Basler Philosophischen Fakultät zum Dr. phil. h. c. ernannt.
Im selben Jahr folgte er dem Ruf an die heimatliche Universität in Rostock. Hier wurde er an der Philosophischen Fakultät als Nachfolger des verstorbenen Heinrich Gustav Flörke ordentlicher Professor der Naturgeschichte und Botanik, wobei er zunächst neben der Botanik auch Zoologie lehrte. Daneben war er Direktor des Botanischen Gartens und Aufseher des Naturhistorischen Museums.
Zudem hatte Röper noch weitere Funktionen an der Universität Rostock inne, so war er von 1838 bis 1885 Administrator der Professoren-Witwenkasse und hatte von 1846 bis 1880 die Stelle des Ersten Bibliothekars bei der Universitätsbibliothek Rostock – nach dem Tod des Orientalisten Ernst August Philipp Mahn (1818–1845). Während seiner Amtszeit war Röper in den Jahren 1842/43, 1843/44, 1862/63 und 1863/64 Rektor der Universität und zwischen 1845 und 1870 dreizehnmal Dekan der Philosophischen Fakultät.
Röper wurden zahlreiche Anerkennungen zuteil, so widmete ihm Adrien Henri Laurent de Jussieu die Gattung „Roepera“ aus der Familie der Jochblattgewächse (Zygophyllaceae). Auch die Pflanzengattung Neoroepera Müll.Arg. aus der Familie der Wolfsmilchgewächse (Euphorbiaceae) und Roeperocharis Rchb.f. aus der Familie der Orchideen (Orchidaceae) sind nach ihm benannt. Er war Ehren- oder korrespondierendes Mitglied wissenschaftlicher Organisationen in Frankreich, der Schweiz, England, Schweden und Deutschland. 1873 erhielt er von der Naturwissenschaftlichen Fakultät in Tübingen honoris causa die Würde eines „Doctor scientiarum naturalium“. Aus Anlass seines 50-jährigen Doktorjubiläums erhielt er am 15. März 1873 das Ritterkreuz des Ordens der Wendischen Krone.
Röper war verheiratet mit Elise, geb. Saugy. Seine Schwester Julie Elisabeth war mit dem Rostocker Mediziner Carl Strempel verheiratet. Am 19. Juni 1880 traf ihn der erste Schlaganfall, der ihn zwar zwang, einen Teil seiner Tätigkeiten aufzugeben. Er konnte sich aber bis zu seinem Tode kurz vor Vollendung seines 84. Lebensjahres seine geistige Frische und sein reges wissenschaftliches Interesse bewahren.
Das Universitätsarchiv Rostock verwahrt in seiner Porträtsammlung zwei Porträts von Johannes Röper, u. a. ein 1866 von Elisabeth Strempel – seiner Nichte – gemaltes Ölgemälde.

## Werk
Röpers botanische Schriften während der Basler Zeit haben vorwiegend allgemeine Fragen der pflanzlichen Morphologie zum Inhalt. In Rostock widmete er sich hauptsächlich dem Studium der einheimischen Flora, besonders der Farnkräuter und Gräser. Grundlage seiner Forschung war immer die Methode der vergleichenden morphologischen Betrachtungsweise, die besonders von seinem Freund Alexander Braun vertreten wurde. Röper besaß eine private herbarische Sammlung, die er bereits während seines Pariser Aufenthalts durch den Ankauf der Sammlung Lamarcks ergänzt hatte. Diese Sammlung – „in der Teile wesentlicher europäischer und außereuropäischer Aufsammlungen des 19. Jahrhunderts enthalten sind“ – bildete neben dem „Herbarium Vivum Florae Megapolitanae“ von Georg Gustav Detharding den Grundstock des Rostocker Universitätsherbariums „Herbarium Rostochiense (ROST)“, das derzeit etwa 85.000 Belege umfasst.

## Ehrungen
- 1836: Dr. phil. h. c., Universität Basel
- 1873: Doctor scientiarum naturalium h. c., Universität Tübingen

## Schriften (Auswahl)
- Enumeratio Euphorbiarum quae in Germania et Pannonia gignuntur. Rosenbusch, Göttingen 1824 (Digitalisat bei Google Books)
- De organis plantarum. Wieland, Basel 1828 (Digitalisat bei Google Books)
- De floribus et affinitatibus Balsaminearum. Neukirch, Basel 1830 (Digitalisat bei Google Books)
- Verzeichnis der Gräser Mecklenburgs. Adlers Erben, Rostock 1840 (Digitalisat bei Google Books)
- Zur Flora Mecklenburgs. 2 Bände. G. B. Leopold, Rostock 1843/44 (Band 1: Digitalisat bei Google Books), (Band 2: Digitalisat bei Google Books)
- Vorgefasste botanische Meinungen. Stiller, Rostock 1860 (Digitalisat bei Google Books)
- Botanische Thesen. Jubelschrift zum 50-jährigen Doktorjubiläum Carl Strempels. Boldt, Rostock 1872
- Der Taumel-Lolch „Lolium temulentum Linn.“ in Bezug auf Ektopie, gewöhnliche Atrophie und außergewöhnliche, normanstrebende Hypertrophie. Jubelschrift zum 25-jährigen Doktorjubiläum von Johann Gottlieb Thierfelder (1799–1867). Boldt, Rostock 1873 (Digitalisat bei Google Books)
- Aufsätze in der Botanischen Zeitung (1840–1860)